# Большой мюллеров дятел
Большой мюллеров дятел (лат. Mulleripicus pulverulentus) — вид птиц из семейства дятловых. Выделяют три подвида. Распространён на Индийском субконтиненте и в Юго-Восточной Азии. Населяют Большие Зондские острова, но не встречаются на Бали. Является одним из крупнейших дятлов в мире, уступая по размерам только скорее всего вымершему императорскому дятлу (Campephilus imperialis) из Мексики. 

## Описание
Большой мюллеров дятел является одним из крупнейших представителей семейства дятловых в мире, достигает длины 48—58 см и массы от 360 до 563 г. Характеризуется длинным клювом, длинной шеей и длинным хвостом. Окраска оперения взрослых самок в целом преимущественно серого цвета. Перья в центре макушки, на затылке и по бокам шеи тёмно-серые с белыми кончиками, что придает им слегка гофрированный или чешуйчатый вид. Бока головы (включая скуловую область) и остальная часть верхней части тела, от спины до кроющих перьев хвоста, равномерного серого цвета. Кроющие перья крыльев с окантовкой тёмно-серого цвета с перламутровым оттенком. Рулевые и маховые перья тёмные с серой окантовкой, в целом они кажутся немного темнее, чем верхняя часть тела. Подбородок и горло до основания шеи бледно-жёлтые, образуют четкую границу с нижними сторонами головы ниже скуловой области. Остальная часть нижней части тела серая, с более тёмными бороздчатыми перьями с белыми кончиками по бокам шеи, которые часто доходят до боков, а иногда простираются по всей груди. Перья брюшной области и нижние кроющие перья хвоста иногда с желтовато-коричневый бахромой. Нижние кроющие крыла серые. У взрослых самцов скуловая область красного цвета. Клюв очень крепкий, длинный, с заострённым кончиком. У взрослых особей клюв в основном сероватый, часто с размытым роговым или желтоватым оттенком на подклювье и основании надклювья, с более тёмным гребнем и черноватым кончиком. Радужная оболочка коричневая, окологлазное кольцо серое. Ноги от сероватого до синевато-серого или зеленовато-серого цвета с тёмно-серыми когтями.

## Подвиды и распространение
Выделяют три подвида:
- Mulleripicus pulverulentus mohun  Ripley, 1950 — север Индии, Непал и cеверо-восток Индии (Ассам);
- Mulleripicus pulverulentus harterti  Hesse, 1911 — от cеверо-восточной Индии до юго-западного Китая, Индокитая и севера Малайского полуострова;
- Mulleripicus pulverulentus pulverulentus  (Temminck, 1826) — юг Малайского полуострова, восток центральной Суматры, северные острова[ [Натуна (округ)|округа Натуна]], Калимантан, Ява, Палаван и соседние острова.